# Johan Carlsson i Nysäter
Johan Carlsson (i riksdagen kallad Carlsson i Nysäter), född 24 april 1838 i Nysätra församling, Västerbottens län, död 10 juni 1916 i Alnö församling, Västernorrlands län, var en svensk lantbrukare, hemmansägare och politiker.
Carlsson var ledamot av riksdagens andra kammare 1888–1890, invald i Medelpads östra domsagas valkrets i Västernorrlands län. Han tillhörde Gamla lantmannapartiet.